# 小东江 (袂花江支流)
小东江，位于中华人民共和国广东省西南部，是袂花江右岸支流，鉴江二级支流，全长67公里，旧称梅江，因船只通航至吴川梅菉而得名，因与韩江支流梅江同名，1990年由广东省地名委员会审定将全河段改称小东江（原小东江仅指茂南区高山镇章福村以上河段）。主要支流有泗水河、白沙河、三丫江等。小东江自东北向西南贯穿茂名市中心城区，将城区分成河西、河东两大部分。小东江桥、高山桥、竹园桥、永久桥、官渡桥、大园桥、钟鼓桥自南向北依次横跨江面。

## 水文
小东江发源于高州市新垌镇窝利村西北的官庄岭，蜿蜒向西南流经高州根子镇、茂南区羊角镇、主城区及镇盛镇，最后于吴川市市区东北郊瓦窑口汇入袂花江。梅江上游由鸡公河、泗水河组成，鸡公河为干流，泗水河为支流。河床平均比降0.641‰，流域面积1142平方千米。年均径流量9.47亿立方米。小东江上游是陡峭的山区，中下游地势平坦（茂名市区段比降为0.2‰），河道弯曲，河涌交错，淤积严重，极易引发洪灾，曾是历史上有名的旱洪灾区，下游经修筑堤坝，裁弯取直，洪灾已大为减少。

## 水质
小东江水质受到茂名工业和生活废污水影响，水质较差，是粤西地区污染最重的跨市域污染河流。1960年代开始，小东江流域内开始发展石化产业、皮革产业，沿岸大量向小东江排放工业废水和炼化废油，严重时河面浮油可直接以明火点燃，一度被称为“火水河”。随着人口增加，生活、养殖污水排放量日益增加，氨氮、总磷取代了石油类成为主要特征污染物。2014年，广东省政府将小东江作为全省四条重点污染整治河流之一，2014年，广东省环境保护厅出台《小东江流域水环境综合整治方案》，提出“一年新进展，三年见成效，六年水达标”，要求在2020年底前全面达到Ⅳ类水质。经大力整治，小东江水质在2019年提前达到Ⅳ类。2020年起，小东江水质再度出现恶化，其中小东江石碧断面下降至劣Ⅴ类，被生态环境部列入“2021年上半年水质明显恶化断面清单”。2021年5月，茂名市就小东江水质达标工作被广东省生态环境厅约谈。2021年9月，茂名因“治水工作不力、污水直排问题突出”被中央第四生态环境保护督察组作为典型案例向全国通报。

### 书目
- 《中国河湖大典》编纂委员会. . 北京: 中国水利水电出版社. 2013. ISBN 978-7-5170-0561-2. OCLC 910240711.
- 茂名市地名委员会; 茂名市国土局.  第一版. 广州: 广东省地图出版社. 1994. ISBN 7-80522-237-1. OCLC 299623966.